# 望月もらん
望月 もらん（もちづき もらん ）は日本のライトノベル作家。

## 受賞歴
- 第8回「角川ビーンズ小説大賞」大賞にて大賞を受賞し、受賞作がビーンズ文庫より刊行。シリーズ化した

## 作品リスト
- 風水天戯シリーズ

1. 風水天戯 巻之一 開け！運命のとびら（2010年）
2. 風水天戯 巻之二 結べ！師弟のきずな（2011年）
3. 風水天戯 巻之三 届け！兄弟の誓い（2011年）
4. 風水天戯 巻之四 守れ！乙女の願い（2011年）
5. 風水天戯 巻之五 輝け！友情の縁（2012年）
6. 風水天戯 巻之六 進め！希望の道（2012年）

ザ・ビーンズ掲載短編（文庫未収録）
- 風水天戯 一年の計は羅盤にあり!?（ザ・ビーンズ vol.16（2011年1月27日発売））
- 風水天戯 触らぬ羅盤にたたりなし!?（プレミアム・ザ・ビーンズ vol.1（2011年7月21日発売））

ビーンズ文庫WEBサイト公開短編（文庫未収録）
- 銀砂糖師&風水師 キャンペーン 小説（2011年4月1日公開）
- 風水天戯　星淑のひみつ（2011年7月1日公開）
- 完結カウントダウンWeb小説
  - 風水天戯 1.乗馬の練習も楽じゃない （2012年3月1日公開）
  - 風水天戯 2.趙子風の事情 （2012年3月8日公開）
  - 風水天戯 3.呉文恭の秘密 （2012年3月15日公開）
  - 風水天戯 4.啓天の試験 （2012年3月26日公開）
  - 風水天戯 5.特別な一日 （2012年3月29日公開）

ドラマCDの特典に書き下ろし小説があるが割愛。
- 王子はいつでもガチ勝負!シリーズ

1. 王子はいつでもガチ勝負! はじまりは神剣、だろ?（2012年）
2. 王子はいつでもガチ勝負! いきなり漂流、だろ?（2013年）
3. 王子はいつでもガチ勝負! それでも盟友、だろ?（2013年）

- 幽霊弁護士・桜沢結人の事件ファイルシリーズ

1. 幽霊弁護士・桜沢結人の事件ファイル（2014年）
2. 幽霊弁護士・桜沢結人の事件ファイル2（2014年）

- 猫乃木さんのあやかし事情シリーズ

1. 猫乃木さんのあやかし事情（2014年）
2. 猫乃木さんのあやかし事情2（2015年）

ビーンズ文庫WEBサイト公開短編（文庫未収録）
- コミカライズ記念 書き下ろしWeb小説 猫乃木さんのあやかし事情 最大のライバル（2015年）